# Catena (araldica)
In araldica la catena assume molti diversi significati simbolici:
- il dominio su terre e vassalli, indicando la assoluta dedizione dei sottoposti
- il beneficio, in quanto lega chi dona e chi riceve
- la concordia e la fedeltà[1], in quanto lega gli uomini tra loro
- la libertà conseguita o la libertà resa, quando spezzata; in questa forma compare nell'emblema della repubblica austriaca.

Catena spezzata nello stemma dell'Austria
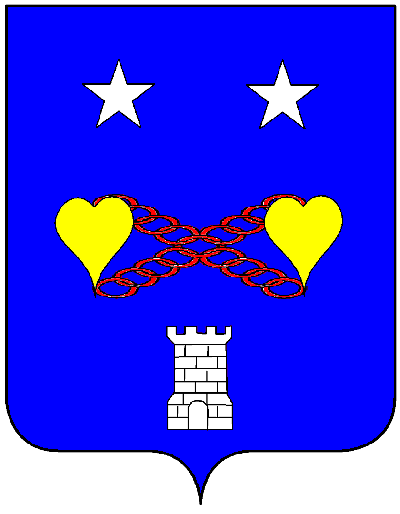
Catena in decusse (famiglia Aubel, Francia)
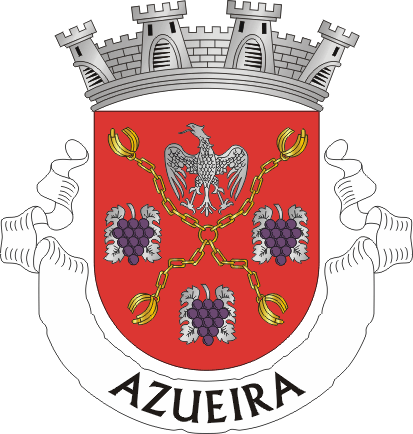
Catene legate da un anello (freguesia di Azueira, Mafra, Portogallo)
Catene in croce, in decusse e in doppia cinta (stemma della Navarra)
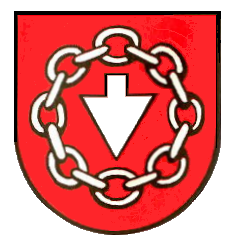
Catena in cinta (distretto di Kettenacker, Gammertingen, Germania)
Catena d'oro, composta di otto anelli, messa in bordura (famiglia Zuniga di Spagna)